# Geldo
Geldo là một đô thị trong tỉnh Castellón, Cộng đồng Valencia, Tây Ban Nha. Đô thị Geldo có diện tích 0,5 km², dân số theo điều tra năm 2010 của Viện thống kê quốc gia Tây Ban Nha là 708 người. Đô thị Geldo nằm ở khu vực có độ cao 300 mét trên mực nước biển.